# تکت انتخاباتی
تکت (به انگلیسی: ticket) گزینه‌ای انتخاباتی است که رأی‌دهنده صرفاً با یک انتخاب، برای چندین منصب به صورت توأمان تصمیم می‌گیرد. به عبارتی دیگر، چند نامزد برای احراز منصب‌های مختلف با هم متحد شده و در یک تکت قرار می‌گیرند. در صورتی که رأی‌دهنده تکتی را انتخاب کند، به همهٔ اعضایش همزمان بله گفته است.

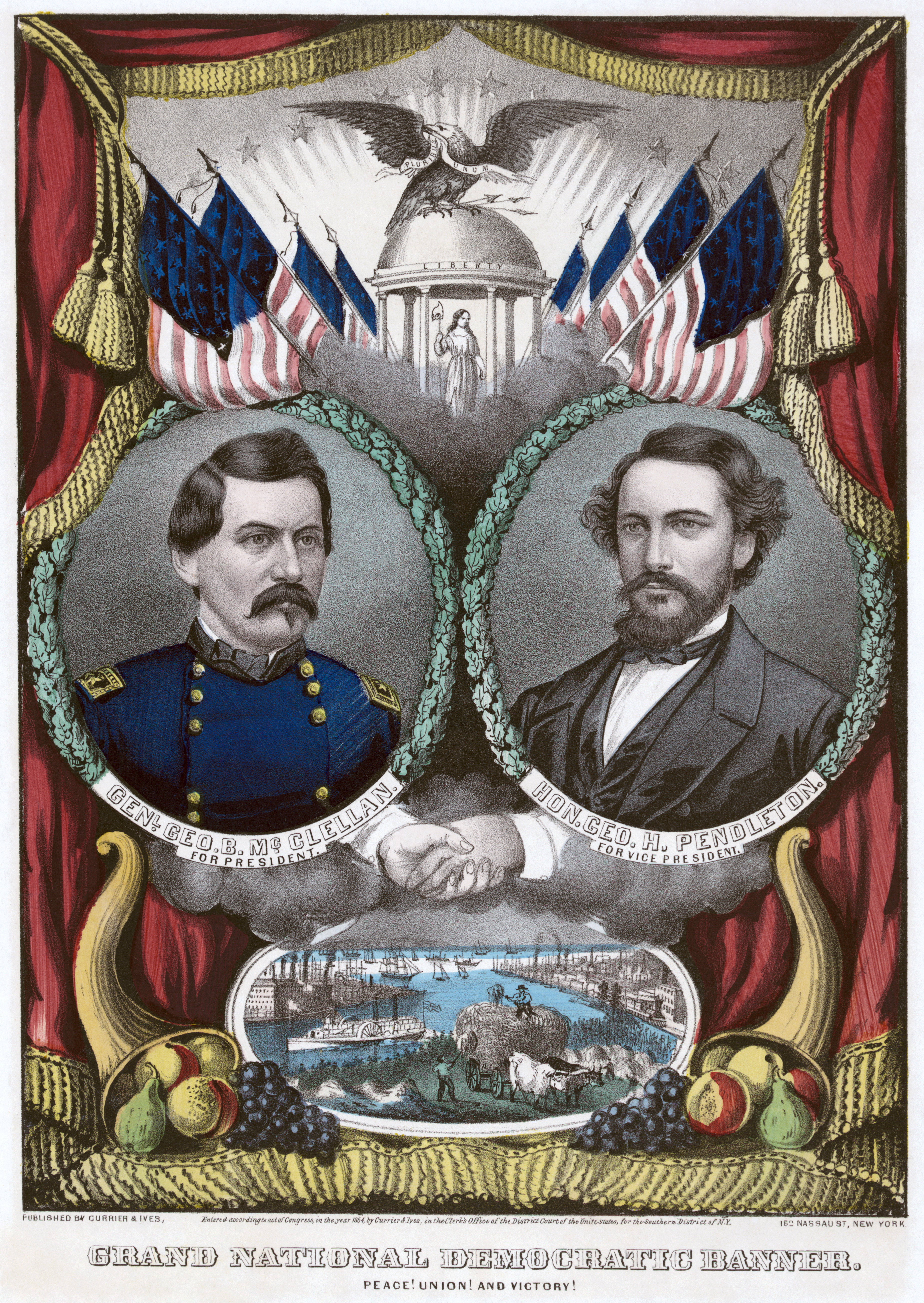
تکت انتخاباتی دموکرات‌ها در انتخابات ریاست‌جمهوری ۱۸۶۴ آمریکا، متشکل از جورج بی مک‌کللن (چپ) برای منصب ریاست‌جمهوری و جورج اچ. پندلتن (راست) برای منصب معاونت ریاست‌جمهوری

در انتخابات ریاست‌جمهوری آمریکا و افغانستان گزینه‌ها به صورت تکت ارائه می‌شوند. در انتخابات ریاست‌جمهوری آمریکا، رئیس‌جمهور و معاون رئیس‌جمهور در یک تکت قرار می‌گیرند. مثلاً در انتخابات ریاست‌جمهوری ۲۰۱۶ آمریکا، دونالد ترامپ و مایک پنس، تکت انتخاباتی جمهوری‌خواهان را تشکیل می‌دادند. در انتخابات ریاست‌جمهوری ۱۳۹۳ افغانستان، محمد خان و محمد محقق به‌حیث معاونان اول و دوم، در تکت انتخاباتی عبدالله عبدالله قرار داشتند که این تکت مورد حمایت حزب جمعیت اسلامی افغانستان بود. در صورت پیروزی یک تکت در انتخابات، رئیس‌جمهور نمی‌تواند معاون یا معاونان خود که جزو تکت بوده‌اند را برکنار کند چون آنان نیز با رأی مستقیم مردم انتخاب شده‌اند.

## ترکیب تکت‌ها در افغانستان
ترکیب تکت‌ها در انتخابات ریاست‌جمهوری افغانستان به گونه‌ای است که سعی می‌شود یک نفر از هر یک از اقوام بزرگ افغانستان (پشتون، تاجیک، هزاره، ترک‌تباران) در آن حضور داشته باشند، تا تکت متوازن بوده و بتواند نظر مساعد اکثریت رأی‌دهندگان را کسب کند. احزاب معمولاً از یک تکت خاص حمایت قاطع و کامل نمی‌کنند، بلکه اعضایشان در تکت‌های مختلف پخش می‌شوند. محمدباقر سعیر، دانشجوی دکترای روابط بین‌الملل، معتقد است پخش شدن اعضای احزاب در تکت‌های مختلف، نه حرکتی تاکتیکی و مانوری انتخاباتی برای افزایش احتمال حضور در دولت آینده، بلکه ناشی از اختلاف‌های فردی و دودستگی‌های فراوان در احزاب و نبود انسجام و استراتژی حزبی در میان آنان است. مثلاً در انتخابات ریاست‌جمهوری ۱۳۹۸ افغانستان، از حزب جمعیت اسلامی افغانستان، عبدالله عبدالله و احمدولی مسعود به عنوان نامزدان ریاست‌جمهوری در رأس دو تکت مختلف بودند. امرالله صالح و محمدیونس قانونی نیز از همین حزب به‌حیث معاون اول در تکت‌های رقیب اشرف غنی و حنیف اتمر قرار داشتند.